# Mike Kelly
George Joseph Kelly Jr. dit Mike Kelly, né le 10 mai 1948 à Pittsburgh, est un homme politique américain, élu républicain de Pennsylvanie à la Chambre des représentants des États-Unis depuis 2011.

## Biographie

### Études, carrière professionnelle et débuts en politique
Mike Kelly est originaire de Pittsburgh, dans l'ouest de la Pennsylvanie. Il étudie à l'université Notre-Dame d'où il sort diplômé en 1970. Durant ses études, il est une star de son équipe de football, jusqu'à une blessure au genou.
Il est élu au conseil des écoles de la région de Butler de 1992 à 1995. Il siège au conseil du comté de Butler entre 2006 et 2009. Kelly est également propriétaire de concessions automobiles, dirigeant l'entreprise Kelly Motors fondée par son père en 1953.

### Représentant des États-Unis
En 2009, critique de l'adoption du plan Paulson et de la restructuration de General Motors, Mike Kelly décide de se présenter à la Chambre des représentants des États-Unis lors des élections de 2010. Dans le 3e district de Pennsylvanie, il rassemble 55,7 % des voix face à la démocrate sortante Kathy Dahlkemper. Après le recensement de 2010, les circonscriptions de Pennsylvanie sont redécoupées. Le 3e district devient plus favorable aux républicains en perdant une partie du comté d'Érié et s'étendant vers le sud. Kelly est réélu avec 54,8 % des suffrages en 2012 et 60,6 % en 2014. Il remporte un quatrième mandat sans opposition en 2016.
À l'approche des élections de 2018, la Cour suprême de Pennsylvanie juge la carte des districts inconstitutionnelle et redessine les circonscriptions de l'État. Le 3e district devient le 16e, devenant légèrement plus démocrate avec la réunification du comté d'Érié. Mike Kelly se retrouve alors dans une élection plus serrée que prévu face au démocrate Ron DiNicola, qu'il ne bat que de quatre points en novembre 2018. Après cette élection, la plus serrée de sa carrière, il devient une cible des démocrates lors des élections de 2020. Il reste cependant le favori de l'élection, dans un district qui a voté à 58 % pour Donald Trump en 2016.
Mike Kelly est facilement réélu en 2020 avec 59,3 % des voix. Malgré sa réélection, il conteste les résultats de l'élection présidentielle concomitante en Pennsylvanie, remportée par Joe Biden. Il soutient devant la justice que l'instauration du vote par correspondance généralisé pour ces élections était illégal et que les 2,5 millions de bulletins correspondants doivent être rejetés. Comme de nombreux autres recours républicains contestant les résultats de l'élection présidentielle perdue par Donald Trump, sa requête est rejetée par la Cour suprême de Pennsylvanie le 29 novembre 2020.